# 太陽の虜
『太陽の虜』（たいようのとりこ）は、FANATIC◇CRISISの1枚目のアルバム。1994年12月発売。

## 解説
1st pressは収録曲が6曲で、5000枚限定でリリースされた。2nd pressでは収録曲が追加され、曲順も変更された。
オリジナルメンバーで初代ドラマーの•タツヤ•在籍時にリリースされた1stアルバム。メジャー以降のポップでカジュアルな音楽性とは一線を画した名古屋系特有のダークで耽美な作品。
余談だが、「World's E.N.D.」を作曲したTATSUYA?KATOHは参加したキーボーディストの名前であり、Dr.•タツヤ•とは無関係。

## 収録曲

### 1st press
1. World's E.N.D.　[3:53]
  - 作曲: TATSUYA?KATOH・FANATIC◇CRISIS
2. Pacifist　[4:17]
  - 作曲: Kazuya
3. Flowers for...　[4:00]
  - 作曲: SHUN
4. P・E・R・S・O・N・A　[4:56]
  - 作曲: SHUN

のちにライヴ会場で配布される(VHS)。
5. 黒い太陽 (Remake Version)　[5:42]
  - 作曲: Kazuya

デモテープ「カルマ」1曲目のリメイク・ヴァージョン。
6. SLEEPLESS MERRY-GO-ROUND　[3:15]
  - 作曲: SHUN

のちにアレンジされて、ライヴ会場で配布される(8cm CD)。

### 2nd press
1. 黒い太陽 (Remake Version)
2. P・E・R・S・O・N・A
3. Pacifist
4. Flowers for...
5. SLEEPLESS MERRY-GO-ROUND
6. SE　[0:27]
  - 作曲: RYUJI

次曲のイントロ的なSE。
7. Disappear n'　[3:50]
  - 作曲: RYUJI

のちにライヴ会場で配布される(VHS)。
8. World's E.N.D.
9. Percifist 〈GM EXTENDED MIX〉　[2:45]

全作詞：石月努